# Jazzamay Drew
Jazzamay Drew (* 19. Juli 1994) ist eine ehemalige britische Tennisspielerin.

## Karriere
Drew spielte vor allem Turniere auf der ITF Women’s World Tennis Tour, wo sie einen Doppeltitel gewann.
2015 erreichte sie mit ihrer Partnerin Sarah Beth Grey das Halbfinale beim mit 25.000 US-Dollar dotierten AEGON GB Pro-Series Barnstaple.

## Turniersiege

### Doppel
| Nr. | Datum          | Turnier | Kategorie   | Belag     | Partnerin            | Finalgegnerinnen                  | Ergebnis         |
| --- | -------------- | ------- | ----------- | --------- | -------------------- | --------------------------------- | ---------------- |
| 1.  | 23. April 2016 | Antalya | ITF $10.000 | Hartplatz | Iryna Schymanowitsch | Tayisiya Morderger Yana Morderger | 3:6, 6:1, [10:2] |